# Balkán Tourist
A Balkán Tourist (Balkan Tourist, Balkan FuTourist) 1985 és 1989 között fennállt magyar underground együttes. A Kontroll Csoport utódzenekaraként alakult meg 1985-ben. A budapesti underground képviselőjeként bekerültek a magyar rock sztárjait bemutató Enfants Du Rock című francia tévéfilmbe.

## Tagjai
- Berkes György, basszusgitár
- Csanádi Krisztina, ének
- Farkas Zoltán, basszusgitár
- Kamondy Ágnes, ének
- Kiss György, szaxofon és gitár
- Kistamás László, ének;  a zenekar vezetője
- Láng Katalin, ének
- Lehoczki Károly, dob
- Majoros Gábor, gitár
- Vörös Gábor

## Lemezei
- 1987 – A Szaturnusz gyűrűje / Mágikus szerelem (Hungaroton, kislemez)
- 1988 – Ding Deng Dong (HungaroPop, MC/LP)
  1. Arcomon ablak
  2. Welcome
  3. Ahogy bámulod a kirakatokat
  4. Meglátod majd
  5. Geng
  6. Végtelen történet
  7. Néha
  8. Nem vagy olyan
  9. Bip, Bip
- 2003 – 1.2.3…START/ÚJ HULLÁM (válogatás CD-n A Szaturnusz gyűrűje)